# Onthophagus rubricollis
Onthophagus rubricollis är en skalbaggsart som beskrevs av Hope 1831. Onthophagus rubricollis ingår i släktet Onthophagus och familjen bladhorningar. Inga underarter finns listade i Catalogue of Life.